# Levée de la Divatte
La levée de la Divatte est une digue routière construite au milieu du XIXe siècle, la plus aval et la plus récente des levées de la Loire ; longue de 15,8 km, elle protège contre les inondations une vallée fertile et peuplée, le Val nantais, répartie sur trois communes : Divatte-sur-Loire, Saint-Julien-de-Concelles et Basse-Goulaine. Elle appartient au conseil départemental de la Loire-Atlantique.

## Présentation et historique

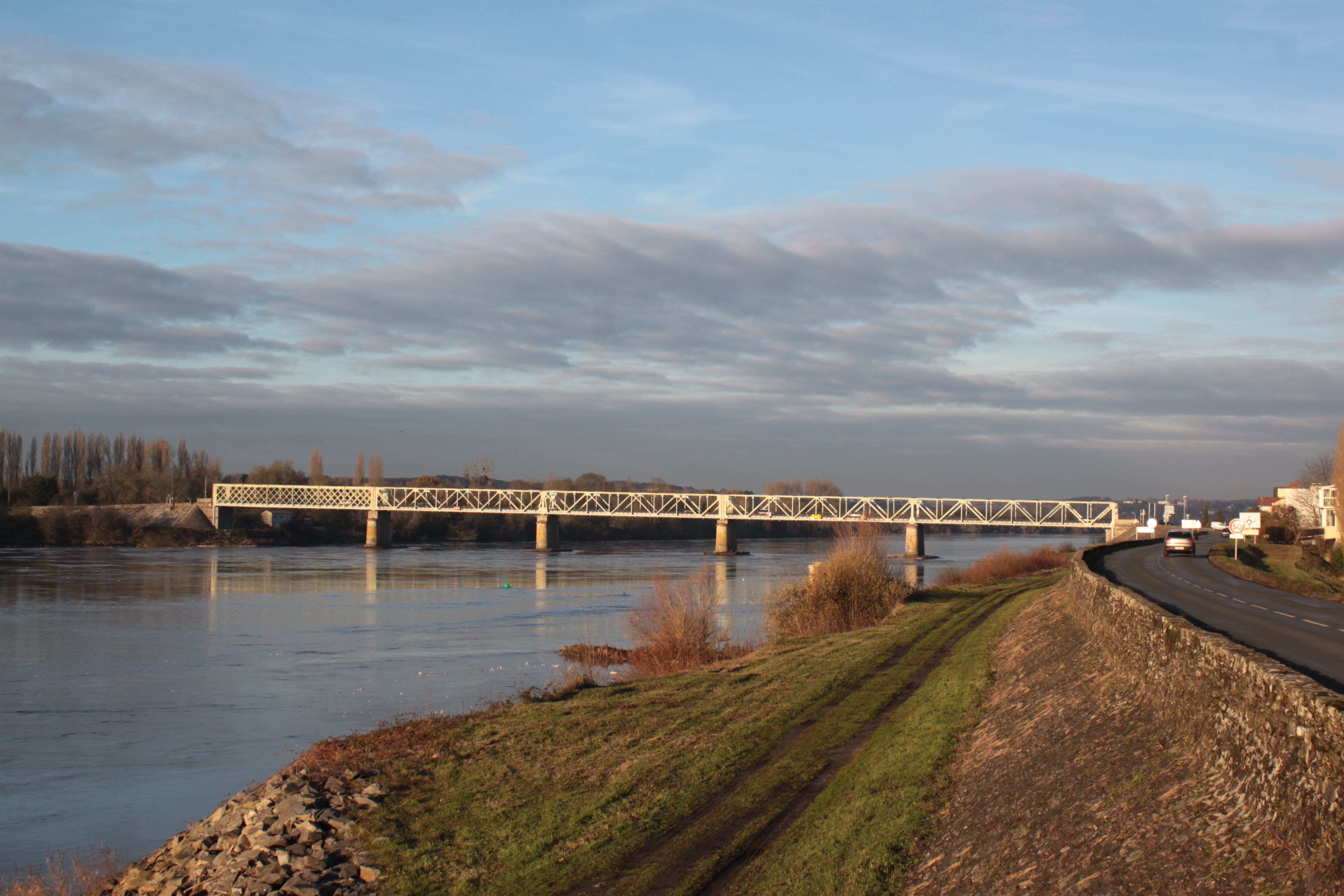
La levée au niveau de la cale 83 et le pont de Thouaré enjambant la Loire.

À la suite de nombreuses inondations, dont celle de la crue de 1845, une partie de la population des communes de Saint-Julien-de-Concelles, La Chapelle-Basse-Mer et Basse-Goulaine se regroupe en syndicat afin d'obtenir la création d'une digue pour lutter contre les crues du fleuve, les turcies artisanales ne suffisant plus.
En 1846, deux ordonnances du roi Louis-Philippe demandent la construction de « La levée insubmersible sur la rive gauche de la Loire depuis la rivière Divatte jusqu’aux coteaux de saint Sébastien ». Les travaux débutent en 1847 et s'achèvent en 1856.
Constituée de sable et de terre, étayée de pierre puis sommairement recouverte, elle commence avant la confluence de la rivière Divatte (limite départementale Maine-et-Loire/Loire-Atlantique) et de la Loire qu'elle longe en rive gauche sur une quinzaine de kilomètres, du lieu-dit le Port-Moron (la Chapelle-Basse-Mer) jusqu'aux coteaux des Grésillières, en aval de l'embouchure du canal de Goulaine. Une partie des infrastructures du périphérique nantais et l'emprise du pont de Bellevue la recouvrent, à Basse-Goulaine.
Des cales, des rampes, des escaliers d’accès et des ports sont aménagés.
De 1860 à 1870, elle est renforcée, bordée d'un muret, empierrée et devient carrossable ; l'importance de son trafic augmente avec la construction des ponts de Mauves et de Thouaré, au début des années 1880 ; de RN751, elle est déclassée en D751 ; limitée à 70 km/h, elle est interdite aux véhicules de plus de 8 tonnes en transit et accueille, en 2001, 8 000 véhicules par jour.
Une sablière s'y implante, de nombreuses maisons et plusieurs restaurants, dont celui de Clémence Lefeuvre, créatrice du beurre blanc, sont construits sur le bord extérieur, dominant les villages en contrebas. Les ports accueillent des gabarres de Loire.
Cette digue permet aux viticulteurs et aux maraîchers de développer leurs cultures, gagnées sur un terrain limoneux et fertile, mais sur une zone inondable à risque. ; néanmoins, elle sonne le glas des chalands qui descendaient la Goulaine, chargés de vin et de chaux.
Cette levée ne connaît, jusqu'ici, que deux ruptures : une, moindre, en 1856, et, l'autre, majeure, en 1910.
Le Conseil départemental réalise pour 10 M€ de travaux entre 1994 et 2009 (50 % État et Région). En 2017, l'entretien courant coûte 200 000 € au département ; les 2,8 km de la commune de Basse-Goulaine dépendent de Nantes métropole, à hauteur de 50 000 €.

## Crue de 1910

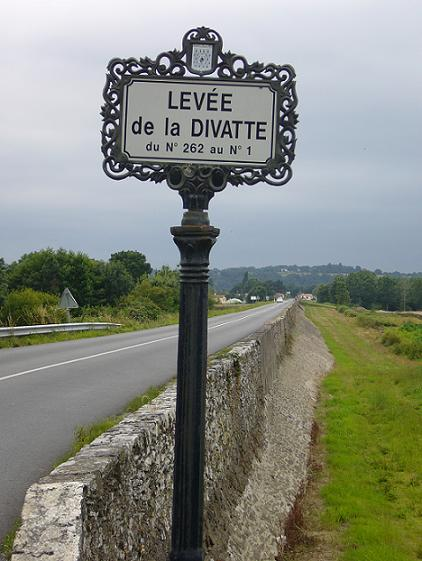
La levée de la Divatte, ici, le long de la rive gauche de la rivière Divatte

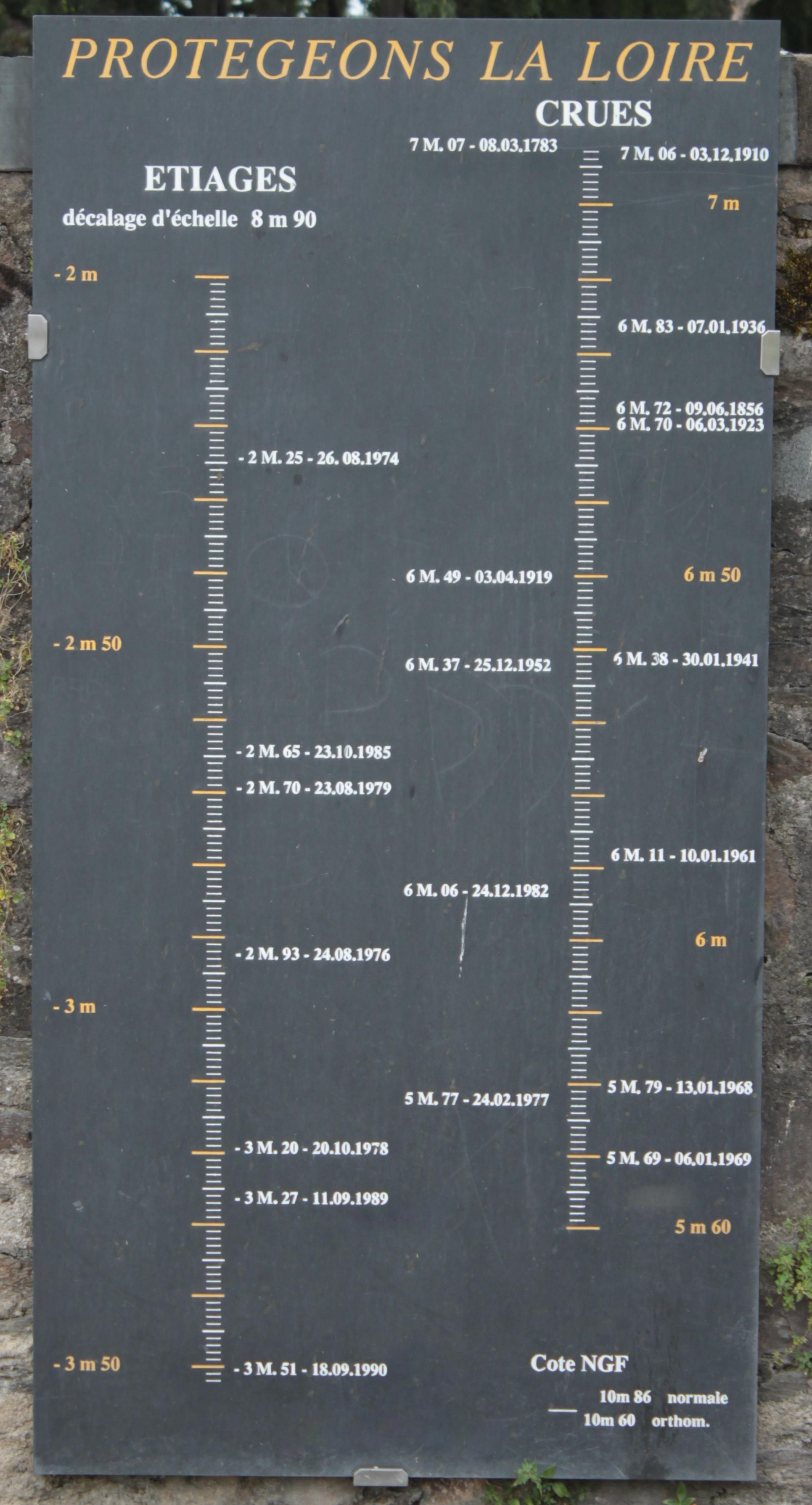
Jauge à crues et étiages de la Loire à Ancenis
En haut à droite, le niveau de 1910.

L'année 1910 est riche en crues : la crue du Doubs (plus de 10 m au-dessus du niveau normal), les 20 et 21 janvier, celle du Rhône, la crue de la Seine (plus 8 m), le 28 janvier, et celle de la Loire (plus 7 m), en décembre.
Une pluviométrie supérieure à l'habitude en est l'origine et toutes les portes (vannes anti-inondation) sont déjà fermées. Cette crue provoque plusieurs ruptures de la levée, la Loire étant au-dessus de son débit habituel depuis la fin de l'année précédente. Au printemps 1910, les parties basses de la vallée sont encore engorgées. Dans le courant de l'automne 1910, à la Toussaint, les îles sont noyées. Fin novembre, le niveau de la Loire atteint le haut de la levée et de nombreuses infiltrations menacent sa solidité, inquiétent la population vivant 3 à 4 m sous le niveau normal du fleuve. Les cales sont condamnées pour limiter les risques, en vain :
1. 2 décembre 1910 : la levée cède à Saint-Julien-de-Concelles, au niveau de la Praudière puis à Bel-Air, créant un raz-de-marée qui ravage tout sur son passage, inondant nombre de villages de la vallée de Saint-Julien : les Amourettes, Bel-Air, Beauvais, la Chebuette, le bourg, Cahérault puis le Bas-Guineau et la Croix-du-Charbonneau (la Chapelle-Basse-Mer) et le bourg de Basse-Goulaine ;
2. 3 décembre 1910 : la digue d'Embreil (1836), protégeant la "queue" du marais, éclate à son tour, laissant l'eau envahir le marais de Goulaine et les villages du Pont-de-l'Ouen (Haute-Goulaine), la Métallerie, les Noues (le Loroux-Bottereau), Bas-Briacé (le Landreau), la Sauzaie, le Bonneau et la Martinière (la Chapelle-Heulin). La ligne de chemin de fer du Petit Anjou est coupée[7] ;
3. 5 décembre 1910 : rupture à Basse-Goulaine, au lieu-dit la Rivière.
4. 6 décembre 1910 : à la demande des  habitants, les Pont-et-Chaussées dynamitent les portes anti-crue de Basse-Goulaine afin de libérer l'eau vers la Loire, le niveau atteint à l'extérieur de la levée étant supérieur à celui du fleuve et y débordant, menaçant de nouvelles ruptures cette digue qui n'est pas prévue pour résister à la pression venant de l'extérieur.

Ces inondations touchent environ 8 000 habitants sur sept communes (la Chapelle-Basse-Mer, Saint-Julien-de-Concelles, Basse-Goulaine, Haute-Goulaine, la Chapelle-Heulin, le Landreau et le Loroux-Bottereau), dessinant un L (16 km de long, 10 de large et 2 à 3 d'épaisseur) parallèle à la Loire, donc longeant la levée, dont la tête se situe sous l'île Moron (en amont des ponts de Mauves-sur-Loire), le talon à l'île Héron (soit presque 2 km en aval de l'actuel pont de Bellevue) et la pointe mourant à ras du bourg de la Chapelle-Heulin, n'épargnant que les terres les plus élevées, les coteaux.

## Commémorations

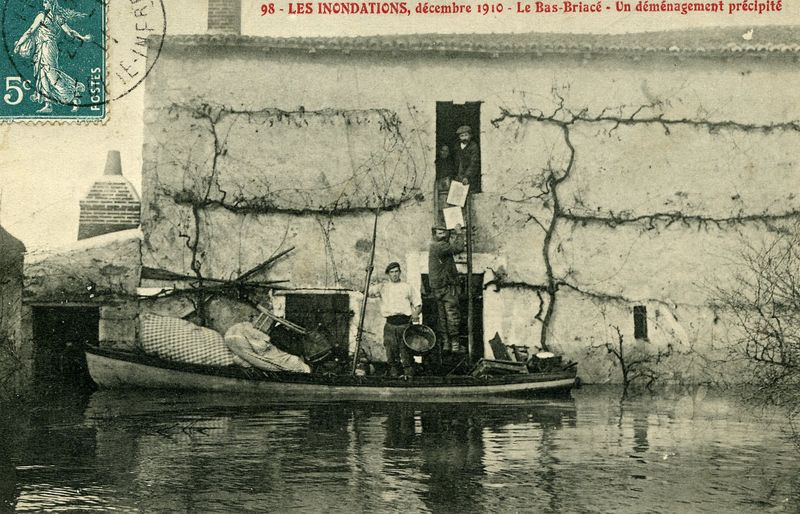
Déménagement lors de l'inondation de décembre 1910, Bas-Briacé, le Landreau (Fr-44).

L'importance de l'événement fait se déplacer Louis Puech (ministre des Travaux publics du gouvernement d'Aristide Briand) et Gabriel Guist'hau (sous-secrétaire d'État à la Marine et maire de Nantes).
Une soixantaine de cartes postales est éditée à cette époque, pérennisant le souvenir amer d'une population ruinée, ayant perdu maison et meubles, fourrage et réserves de nourriture mais, heureusement, sans perte humaine et ayant réussi à sauver le bétail. Contrepartie bénéfique : un apport non négligeable en fertilisants.
Pour le centenaire de cette catastrophe, l'association Entre Divatte et Goulaine 1910-2010 est créée dans le but d'organiser expositions, animations communales et conférences, durant les Journées du Patrimoine 2010, sur les inondations et de sensibiliser les gens à la protection l'environnement et, aussi, d'apporter une modeste aide financière aux sinistrés de Xynthia, en leur versant un écot prélevé sur les ventes d'un livre et d'un DVD relatant ces péripéties.